# Elisabeth Tankeu
Elisabeth Tankeu (29 de febrero de 1944 – 16 de octubre de 2011) fue una política camerunesa. Ocupó el cargo de Comisaria de Comercio e Industria de la Unión Africana.
De 1976 a 1979 Tankeu se desempeñó como Directora Adjunta de Planificación para Camerún y de 1980 a 1983 fue Directora del mismo ministerio. De 1983 a 1988 fue Viceministra de Planificación de Industrias y de 1988 a 1992 Ministra de Planificación y Desarrollo Regional.